# جوزيه سوكراتيس
جوزيه سوكراتيس كارفاليو بينتو دي سوزا (بالبرتغالية: José Sócrates Carvalho Pinto de Sousa‏) هو رئيس وزراء البرتغال، والأمين العام للحزب الاشتراكي.
أصبح رئيس الوزراء في 12 مارس 2005. للنصف الثاني من عام 2007، كما شغل منصب والرئيس الحالي لمجلس الاتحاد الأوروبي.
كانت البرتغال جوسيه سقراط وزير الشباب والرياضة واحدة من منظمي كأس الأمم الأوروبية عام 2004 في بطولة البرتغال لكرة القدم، فضلا عن كونه وزير البيئة السابق في حكومة أنطونيو غوتيريس، قدم استقالته من منصب رئيس الوزراء في 25 مارس 2011 على خلفية رفض البرلمان الموافقة على ميزانية التقشف التي قدمها.

## رئيس وزراء البرتغال
بعد الانتخابات التشريعية البرتغالية لعام 2005، طلب الرئيس خورخي سامبايو من سوكراتيس في 24 فبراير تشكيل حكومة جديدة. تولى سوكراتيس وحكومته الأولى (الحكومة الدستورية السابعة عشر) مناصبهم في 12 مارس 2005.
انتخب جوزيه سوكراتيس كرئيس وزراء للمرة الثانية، بعد الانتخابات التشريعية البرتغالية التي أجريت في 27 سبتمبر 2009. أدت الحكومة الجديدة اليمين الدستوري في 26 أكتوبر 2009.
في 5 يونيو 2011، وبعد الانتخابات التشريعية البرتغالية لعام 2011، أدى فوز الحزب الديمقراطي الاجتماعي (بالبرتغالية: Partido Social Democrata) بقيادة بيدرو باسوس كويلو إلى استقالة سوكراتيس من منصبي الأمين العام للحزب الاشتراكي ورئيس الوزراء البرتغالي.

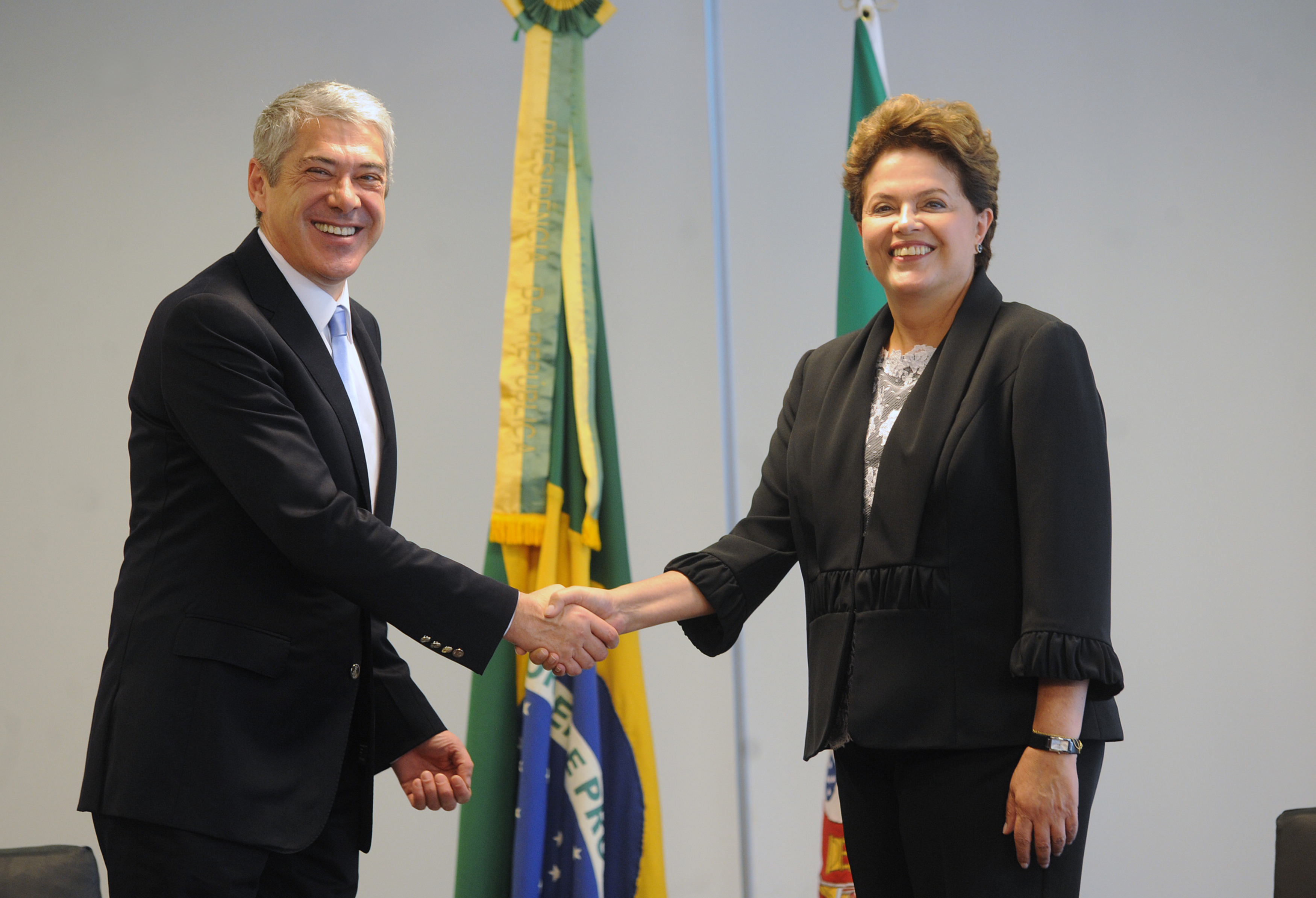
جوزيه سوكراتيس والرئيسة ديلما روسيف في عام 2011

### السياسات البارزة

#### الإصلاحات الإدارية
حاولت الحكومة الدستورية السابعة عشر، بقيادة جوزيه سوكراتيس، وضع قواعد جديدة وتنفيذ إصلاحات تهدف إلى تحسين الكفاءة العامة وترشيد تخصيص الموارد في القطاع العام ومحاربة زيادة أعداد موظفي الخدمة المدنية والحد من البيروقراطية لكل من المواطنين والشركات (على سبيل المثال: برنامج الأعمال في مواعيدها وبرنامج إعادة هيكلة الإدارة المركزية للدولة وبرنامج التبسيط الإداري والتشريعي)، بالإضافة لأمور عديدة أخرى. تحسنت السياسة المالية البرتغالية مع زيادة مطردة في عدد دافعي الضرائب ونمو المبلغ الوارد من ضرائب الدولة، بعد ممارسة الحكومة الدستورية السابعة عشر عملها (بقيادة جوزيه سوكراتيس كرئيس للوزراء وتيكسيرا دوس سانتوس كوزير للمالية). ومع ذلك، لم يكن تأثير هذه السياسات كبير؛ إذ تجاوز الدين العام للبلاد وعجزها المالي حدود السيطرة بحلول عام 2010، وذلك إلى جانب ارتفاع معدل البطالة القياسي. قاد جون بلهيم في عام 2005 اللجنة المسؤولة عن برنامج إعادة هيكلة الإدارة المركزية للدولة، ولكن قيل إن النتائج قد خيبت ظنه. نفذت الحكومة السابعة عشر العديد من الإصلاحات والتدابير في 2006/2007. أدت الإصلاحات إلى تحسين الاستدامة المالية لنظام الرعاية الاجتماعية، ولكنها خفضت الدخل المستقبلي المتوقع للفرد بنسبة تصل إلى 40٪، وأجبرت الأشخاص النشطين اقتصاديًا على العمل لسنوات أكثر قبل التقاعد مقارنةً بما كان عليه الأمر في السابق. قدمت الحكومة ما يسمى بعامل الاستدامة، وهو عامل يمنح الموظفين خيار العمل لفترة أطول أو تلقي معاشات تقاعدية أقل قليلًا، وذلك بالتزامن مع زيادة متوسط العمر المتوقع. في استفتاء الأقلمة البرتغالية لعام 1998، رفضت الغالبية العظمى الأقلمة وتقسيم البرتغال لثماني مناطق إدارية، مع ذلك، أعلنت الحكومة التأسيسية السابعة عشرة في يناير 2009 عن حتمية شروعها في عملية الأقلمة مرة أخرى. وفقًا لهذا المشروع، قررت الحكومة تقسيم البر الرئيسي للبرتغال إلى خمس مناطق تمتع باستقلالية إدارية واسعة النطاق، باستخدام نظام تسمية الوحدات الإقليمية للإحصاء المعروف مسبقًا. أدى التقسيم إلى المناطق التالية: ألينتيخو والغرب ولشبونة ووادي تاجوس والمنطقة الوسطى والشمالية. أشادت المفوضية الأوروبية بتحول الإدارة العامة البرتغالية من إدارة تقليدية إلى خدمة متعددة المنصات قائمة على تكنولوجيا المعلومات؛ فقد حصلت على المركز الأول في تقييم الاتحاد الأوروبي المرجعي للقطاع في العامين 2009 و2010.

#### الإصلاحات التعليمية
خصصت الحكومة المزيد من الموارد لقطاع التعليم، وأعادت تنظيمه للحصول على عدد أكبر من الخيارات في حقل التعليم التقني المهني وتحسين جودته. في عام 2007، طبقت برامج محسنة ومطورة للتعليم التقني المهني في محاولة لتنشيط هذا القطاع الذي توقف تقريبًا بعد ثورة القرنفل عام 1974. شملت إصلاحات التعليم الأخرى زيادة الدعم المالي للطلاب (في جميع المستويات التعليمية) وتطبيق برامج التعليم المنهجي والتقييم المدرسي والإغلاق الإجباري لبعض مؤسسات التعليم العالي الخاصة غير الموثوقة (كجامعة الاستقلال وجامعة موديرنا) من قبل وزير العلوم والتكنولوجيا والتعليم العالي، ماريانو جاجو. إضافةً لذلك، عزمت الإصلاحات على تصنيف مؤسسات التعليم العالي وتقييمها بالاعتماد على وكالة حكومية حديثة الإنشاء. خلال الدورة السابعة عشرة للحكومة التأسيسية، طبق مشروع بولونيا الأوروبي في البرتغال بشكل كامل.
من ناحية أخرى، أنشأت الحكومة سياسة محددة لإصدار الشهادات ومعادلة المؤهلات للأشخاص البالغين ذوي المستويات المنخفضة من التعليم الرسمي والذين يرغبون في معادلة الصف الرابع أو السادس أو التاسع أو الثاني عشر دون العودة إلى المدرسة (على سبيل المثال، يمنح مشروع «فرص جديدة» للبالغين -18 عام أو أكثر- الحاملين لشهادة الصف التاسع شهادة معادلة للصف الثاني عشر بعد متابعتهم برنامج مدته 3 أشهر بدوام جزئي أو برنامج مدته 8 أشهر بدوام يوم واحد في الأسبوع، ويتوفر لمن يحمل شهادة أقل برنامج مشابه للحصول على شهادة الصف التاسع، ويمكن للشخص بعد تجاوزه التقدم لبرنامج الصف الثاني عشر). لا تتضمن المناهج أي نظام ثانوي كلاسيكي أو عملية امتحان تقليدية. تمنح الشهادات بناءً على تجارب حياتية غامضة التفسير. زعم بعض النقاد أن اعتماد هذه السياسة ليس سوى محاولة لتعديل مؤشرات التعليم الإحصائية الوطنية الضعيفة، مع تأثير ضئيل على جودة تأهيل القوى العاملة في البرتغال نسبةً للاتحاد الأوروبي.
لسنوات عديدة، كان مستوى الطالب البرتغالي العادي البالغ من العمر 15 عام وتحصيله الدراسي منخفضًا في القراءة والكتابة والرياضيات والمعرفة العلمية، وذلك وفقًا للبرنامج الدولي لتقييم الطلبة التابع لمنظمة التعاون الاقتصادي والتنمية. عادلت مستويات الطلاب البرتغاليين مستويات الطلاب الإيطاليين تقريبًا، ولكنها كانت أعلى من اليونان وتركيا والمكسيك بقليل. بدءًا من عام 2010، تحسنت نتائج البرنامج الدولي للطلاب البرتغاليين بشكل كبير. أشار تقرير البرنامج الدولي لتقييم الطلبة لعام 2009 إلى أن مستوى الطالب البرتغالي العادي البالغ من العمر 15 عام، في مجال القراءة والكتابة والرياضيات والمعرفة العلمية، مساوي لمستوى طلاب الولايات المتحدة الأمريكية والسويد وألمانيا وأيرلندا وفرنسا والدنمارك والمملكة المتحدة والمجر وتايبيه برصيد 489 نقطة (بلغ المعدل الوسطي 493). بعد عدة أسابيع، نشر مكتب التقييم التربوي التابع لوزارة التعليم البرتغالية تقرير عام 2010. انتقد التقرير نتائج البرنامج الدولي لتقييم الطلبة لعام 2009، مصرحًا عن معاناة الطالب البرتغالي المراهق من نقص كبير في مجال التعبير والتواصل والمنطق، إضافةً لأدائهم المنخفض في حل المشكلات.

### سقوط الحكومة
في 23 مارس 2011، استقال سوكراتيس إثر تقديم جميع الأحزاب المعارضة الخمسة في البرلمان اقتراح حجب الثقة عن الحكومة؛ بعد تخفيضها لمعدلات الإنفاق ورفعها لقيم الضرائب. صرح سوكراتيس أنه سيستقيل إن لم يمر التصويت الذي يقتضي المزيد من التدابير التقشفية. ونتيجةً لذلك، أجريت انتخابات عامة في 5 يونيو 2011.
سقطت الحكومة البرتغالية قبل يوم واحد من قمة الاتحاد الأوروبي المقرر عقدها لوضع اللمسات الأخيرة على استجابة الاتحاد الأوروبي للدول التي تحتاج خطة إنقاذ في المستقبل.
استقال سوكراتيس من منصب الأمين العام للحزب الاشتراكي، بعد خسارته الانتخابات التشريعية البرتغالية التي أجريت في 5 يونيو 2011.

## روابط خارجية
- جوزيه سوكراتيس على موقع IMDb (الإنجليزية)
- جوزيه سوكراتيس على موقع الموسوعة البريطانية (الإنجليزية)
- جوزيه سوكراتيس على موقع مونزينجر (الألمانية)
- جوزيه سوكراتيس على موقع إن إن دي بي (الإنجليزية)